# Купрес (город, Босния и Герцеговина)

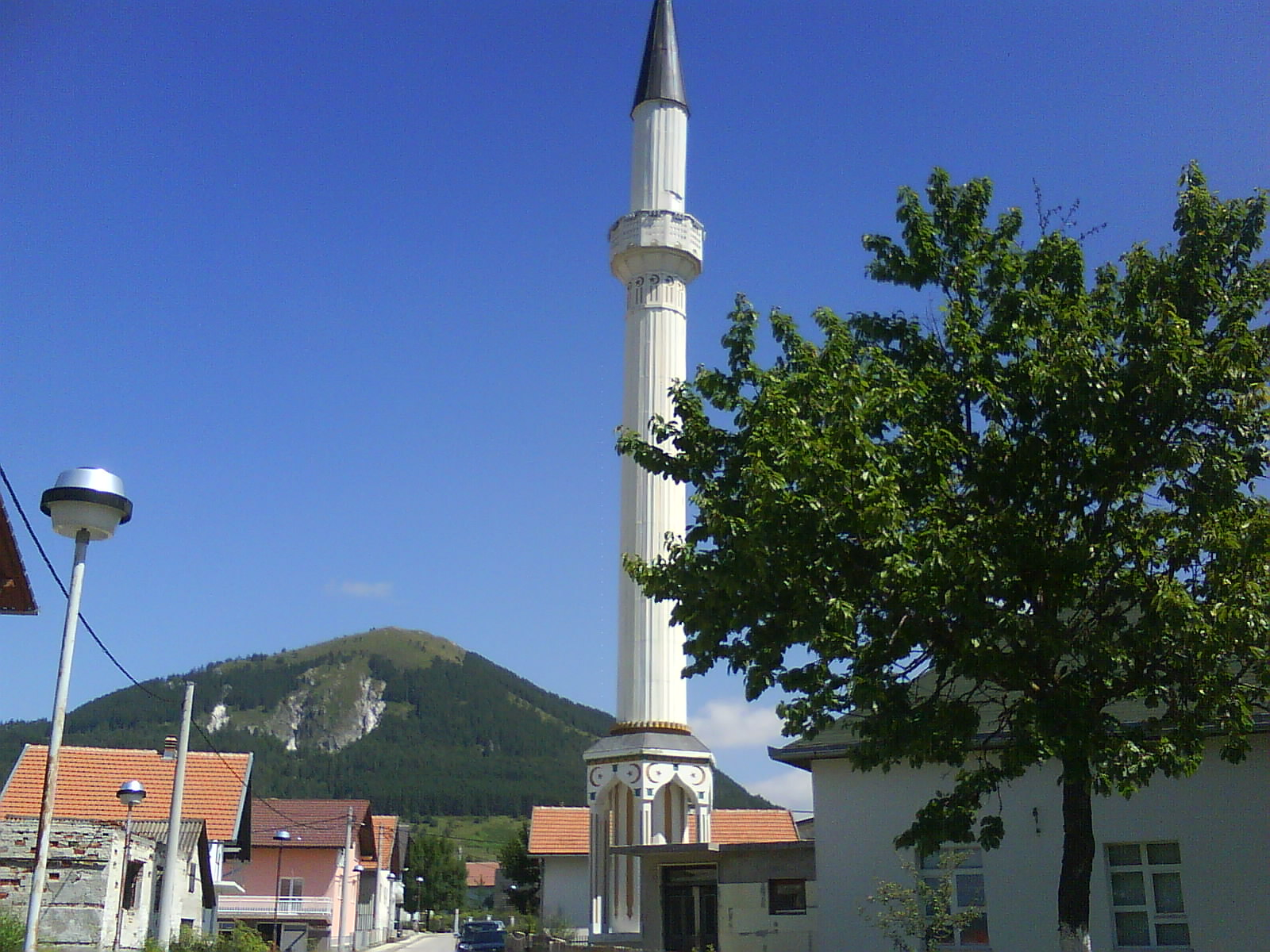
Городская мечеть

Купрес (босн. и хорв. Kupres, серб. Купрес) — город общины Ливно в составе Герцегбосанского кантона Боснии и Герцеговины.
Расположен в 43 км от г. Ливно, 127 км от Мостара, 143 км от Сараево, 123 км Баня-Луки и 127 км от Сплита.
Известный центр зимнего туризма, популярный в Боснии и Герцеговине, Хорватии (прежде всего, в Далмации) и соседних странах горнолыжный курорт. Здесь функционируют 4 горнолыжных подъёмника, спортивно-рекреационный центр Adria-Ski.
Известен со времён хорватского королевства (925—1102 гг.).

## Достопримечательности
- Известен наличием стечек, монументальных средневековых надгробий.
- Памятник хорватам-жертвам битвы за Вуковар в 1991 г..